# Chaetoceras candidaria
Chaetoceras candidaria är en fjärilsart som beskrevs av Walker 1866. Chaetoceras candidaria ingår i släktet Chaetoceras och familjen Uraniidae. Inga underarter finns listade i Catalogue of Life.